# Talhinhas
Talhinhas ist ein Ort und eine ehemalige Gemeinde (Freguesia) im portugiesischen Kreis Macedo de Cavaleiros. Die Gemeinde hatte 175 Einwohner (Stand 30. Juni 2011).
Am 29. September 2013 wurden die Gemeinden Talhinhas und Bagueixe zur neuen Gemeinde União das Freguesias de Talhinhas e Bagueixe zusammengeschlossen.